# Erpsongs
Erpsongs – debiutancki album zespołu Ozric Tentacles wydany w 1984 roku. Album nagrany w składzie:
- Ed Wynne - gitara
- Gavin Griffiths - gitara
- Joie Hinton - syntezatory
- Tom Brooks - syntezatory
- Roly Wynne - gitara basowa
- Tig (Nick van Gelder) - perkusja
- Paul Hankin - instrumenty perkusyjne

## Lista utworów
| Nr | Tytuł               | Długość |
| -- | ------------------- | ------- |
| 1  | "Velmwend"          | 4:38    |
| 2  | "Fast Dots"         | 3:48    |
| 3  | "Thyroid"           | 5:05    |
| 4  | "Spiral Mind"       | 3:33    |
| 5  | "Synth On a Plinth" | 1:59    |
| 6  | "Dharma Reggae"     | 4:56    |
| 7  | "Tidal Otherness"   | 5:41    |
| 8  | "Erp Riff"          | 1:36    |
| 9  | "Descension"        | 5:01    |
| 10 | "Misty Gliss"       | 4:33    |
| 11 | "Dots Thots"        | 2:49    |
| 12 | "Clock Drops"       | 2:49    |
| 13 | "Five Jam"          | 6:53    |
| 14 | "Oddhamshaw"        | 6:18    |